# Céraiste à fleurs solitaires
Cerastium uniflorum
Espèce
Classification phylogénétique
Le Céraiste à fleurs solitaires (Cerastium uniflorum), également appelé Céraiste à une fleur ou Céraiste des glaciers, est une plante herbacée appartenant au genre Cerastium et à la famille des Caryophyllacées.

## Description
Les fleurs blanches du céraiste à fleurs solitaires comptent cinq pétales à deux lobes.